# Luchthaven Oradea
Oradea International Airport (Roemeens: Aeroportul Internațional Oradea) (Hongaars: Nagyváradi Nemzetközi Repülőtér)IATA-code: OMR, ligt 5 kilometer ten zuidwesten van Oradea, in het noordwesten van Roemenië, vlak bij de Hongaarse grens. Sinds 2009 wordt het vliegveld ook voor NAVO doeleinden gebruikt. Ook is er een traumahelikopter gestationeerd.
Tussen 2009 en 2011 is het vliegveld gemoderniseerd en uitgebreid waarbij onder andere een vrachtterminal is gebouwd. In 2013 is de baan van het vliegveld verlengd. Na deze verbouwing heeft het vliegveld enkele extra vluchten gekregen, die het toerisme en de bereikbaarheid van de stad en de regio hebben bevorderd.

## Maatschappijen en bestemmingen
| Luchtvaartmaatschappij | Bestemmingen (juni 2023)   |
| ---------------------- | -------------------------- |
| Tarom                  | Boekarest Otopeni          |
| AirConnect             | Contanta                   |
| Corendon               | Antalya                    |
| HiSky                  | Antalya, Hurgada, Monastir |
| Aegean air             | Heraklion                  |
| AeroItalia             | Forli                      |